# Limbo (danse)
Pour les articles homonymes, voir Limbo.

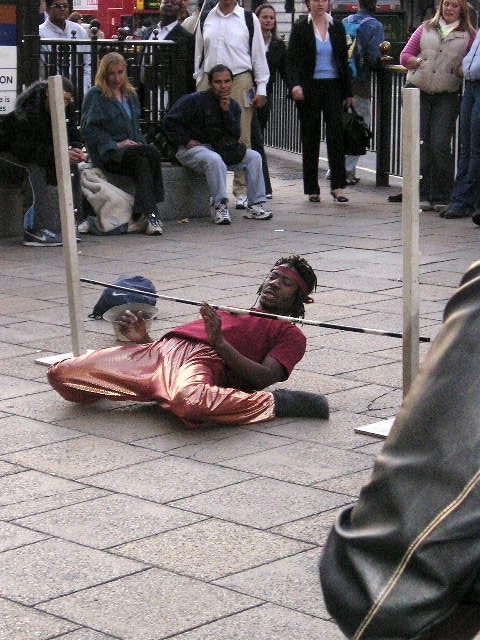
Danseur de limbo.

Le limbo est une sorte de danse qui consiste à passer et repasser le buste tourné vers le ciel sous un bâton horizontal, parfois enflammé, placé de plus en plus près du sol, sans jamais le toucher.

## Définition
Cet exercice d'adresse, originaire de Trinité-et-Tobago, est surtout pratiqué en Afrique et dans les Caraïbes, mais il est également utilisé comme jeu ailleurs dans le monde, afin d'animer les assemblées sociales[réf. nécessaire].

## Anecdotes
Dans la série télévisée Futurama, le limbo est parfois utilisé par le personnage Hermes Conrad pour se sortir de situations désespérées[réf. nécessaire].
Le film L'Enfer des tropiques s'ouvre sur une représentation de limbo.
Le limbo est une danse présente dans  la saison 4 et l'épisode 8 de La petite morte où papa mort est a un pot de départ de l'assistant du grand tout et font le limbo
Le limbo a donné son nom à la limbostite, une blessure récurrente chez les danseurs de limbo. Celle-ci, caractéristique du mouvement réalisé au niveau du bassin, cause le plus souvent des élongations ou des déchirures au niveau de l'aine.
Le réalisateur Stephen Surjik est un passionné de limbo. Il en a même fait un mode de vie.